# Breda Ba.65
Die Breda Ba.65 Nibbio (Habicht) war ein einmotoriges italienisches Erdkampfflugzeug von 1935 das sowohl im Spanischen Bürgerkrieg als auch in den ersten Jahren des Zweiten Weltkriegs zum Einsatz kam. Die Ba.65, die auch an verschiedene weitere Länder geliefert wurde, war ihrer Zeit weit voraus und bewährte sich in ihrer eigentlich zugedachten Rolle recht gut, konnte jedoch wegen unzureichender Motorleistung im Einsatz nicht ihr volles Potential zum Tragen bringen. Ihre letzten Einsätze erfolgten gegen Ende Februar 1941 in Nordafrika.

## Geschichte
Die Breda Ba.65 flog erstmals im September 1935. Für die damalige Zeit stellte die auf einem Konzept von Colonnello Mecozzi basierende Maschine ein fortschrittliches Konzept dar: Ein zweisitziges Schlachtflugzeug, das mit Bordwaffen und leichten Bomben Ziele an der Front oder direkt dahinter angreifen sollte, ähnlich wie es andere Luftstreitkräfte auch verwirklichten. Die italienische Maschine jedoch litt darunter, dass die italienische Motorenindustrie nur Triebwerke mit mäßiger Leistung zur Verfügung stellen konnte. Die Flugzeuge wurden bei Breda und Caproni gebaut.
Die Regia Aeronautica bestellte 1936 81 Maschinen, denen später weitere folgten. Allerdings war das Konzept der unmittelbaren Erdkampfunterstützung in der Regia Aeronautica nicht unumstritten und viele Piloten waren im Tiefflug nicht ausreichend ausgebildet. Die Jagdpiloten beklagten einerseits die schwerfällige Steuerung, die Bomberpiloten wiederum – eigentlich weniger manövrierfähige Maschinen gewöhnt – lobten ihre Agilität. Diese zwiespältige Bewertung ihrer Flugeigenschaften machte die Entwicklung eines schlüssigen Einsatzkonzeptes nicht eben leichter.
Allerdings stellte sich schnell heraus, dass die Maschine mit maximaler Bombenzuladung kaum abheben konnte und selbst mit reduzierter Ladung sehr schwer zu fliegen war. Aus Gewichtsersparnis wurde der Geschützturm für den Bordschützen durch einen offenen Stand ersetzt. Grundsätzlich jedoch war die Ba.65 leicht zu fliegen, nur eben zu schwach motorisiert. Dreizehn Maschinen davon gingen direkt in den Spanischen Bürgerkrieg, weitere elf wurden als Ersatzmaschinen geliefert. Die Maschinen wurden in den Schlachten von Teruel und Santander von den Nationalisten Francos eingesetzt.
In Spanien wurden die Ba.65 allerdings meistens als Jagdflugzeug eingesetzt, um die von der Sowjetunion gelieferten SB-2-Bomber abzufangen. Die von Italien gelieferten Doppeldecker-Jäger Fiat CR.32 waren zu langsam dafür. Deshalb flogen die Ba.65 in Spanien ohne Heckschützen und ohne Bombenschacht. Später wurden sie jedoch wieder in ihrer ursprünglichen Rolle eingesetzt.
Als Einsitzer bewährte sich die Maschine, so dass ab 1939 alle italienischen Ba.65 nur noch als Einsitzer geflogen wurden.
Die Produktion wurde allerdings bereits im Juli 1939 nach 218 Maschinen eingestellt. Es war vorgesehen, die Ba.65 nur zur Überbrückung bis zur Einführung des Nachfolgemodells Breda Ba.88 einzusetzen. Die Maschinen sollten eigentlich 1940 verschrottet werden. Da sich die Ba.88 jedoch im Gegensatz zur Ba.65 als eine Fehlkonstruktion erwies, wurden am Anfang des Zweiten Weltkriegs die Ba.65-Maschinen nach Nordafrika verlegt, um britische Truppen zu bekämpfen.
Bis Frühjahr 1941 leisteten die Maschinen in ihrer ursprünglichen Rolle gute Dienste, indem sie britische Fahrzeugkolonnen in der Wüste im Tiefflug angriffen. Die Verluste durch Flakfeuer waren sehr hoch, aber andererseits waren britische Jagdstaffeln über Nordafrika zu dieser Zeit noch mit veralteten Gloster-Gladiator-Doppeldeckern ausgerüstet, die langsamer waren als die Ba.65. Bis zum Februar 1941 waren die meisten Maschinen entweder im Kampf verloren gegangen oder nicht mehr einsatzbereit. In der Cyrenaika wurden viele Maschinen als Wracks zurückgelassen und später – jedoch flugunfähig – von den Briten erbeutet.
25 Maschinen wurden 1938 an den Irak verkauft. Während des Militärputsches im Jahr 1941 wurden diese mit geringem Erfolg gegen die britischen Truppen im Land eingesetzt.
Chile kaufte zwanzig Maschinen und Portugal zehn Stück. Die Sowjetunion erwarb zehn Exemplare dieses Typs, die allerdings nur erprobt wurden; aus den Erfahrungen mit diesen Maschinen wurde später die Grundlage für das Einsatzkonzept der Il-2 entwickelt.
Die Ba.65 stellte im Jahr 1935 ein sehr fortschrittliches Konzept dar, konnte aber ihr Potential wegen der mangelnden Leistung der Motoren nicht voll ausspielen.

## Varianten
| Ba.65    | Einsitzige Version als Schlachtflugzeug |
| Ba.65bis | Zweisitzige Version zur Ausbildung      |

## Militärische Nutzer
| Königreich Italien | 1935–1941 | 150 Maschinen |
| Chile              | 1935–1941 | 20 Maschinen  |
| Spanien            | 1936–1948 | 13 Maschinen  |
| Königreich Irak    | 1938–1942 | 25 Maschinen  |
| Portugal           | 1938–1950 | 10 Maschinen  |
| Sowjetunion        | 1938–1940 | 10 Maschinen  |

## Technische Daten
| Kenngröße             | Daten |
| --------------------- | --- |
| Besatzung             | 1 |
| Länge                 | 9,30 m |
| Spannweite            | 12,10 m |
| Höhe                  | 3,20 m |
| Flügelfläche          | 23,5 m² |
| Flügelstreckung       | 6,2 |
| Leermasse             | 2400 kg |
| max. Startmasse       | 2950 kg |
| Antrieb               | 1 × 18-Zylinder-Doppelsternmotor Fiat A.80 RC.41 mit 1000 PS (746 kW) |
| Höchstgeschwindigkeit | 430 km/h |
| Dienstgipfelhöhe      | 6300 m |
| Reichweite            | 550 km |
| Bewaffnung            | 2 × 7,7-mm-MGs, 2 × 12,7-mm-MGs Breda-SAFAT, 200–400 kg Bomben im Rumpfschacht, weitere 200 kg an Außenlastträgern möglich, als Zweisitzer ein weiteres 7,7-mm-MG entweder im Turm oder im offenen Heckstand. |